# Ole Ritter

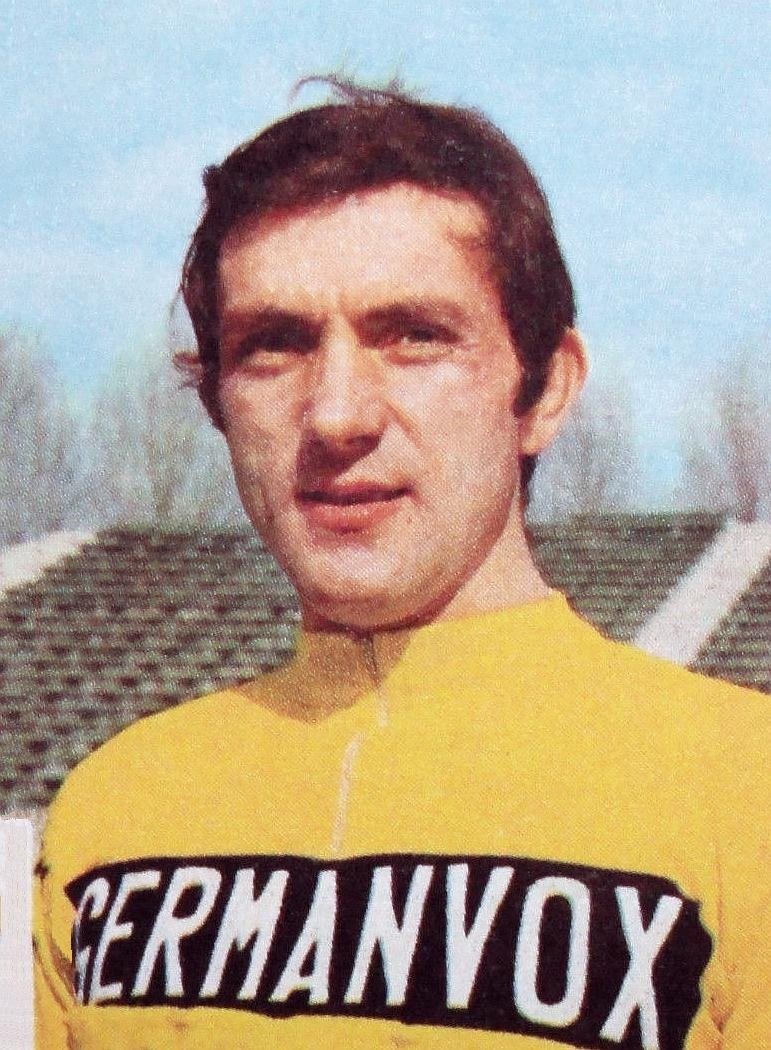
Ole Ritter (1970)

Ole Jørgen Ritter (* 29. August 1941 in Slagelse, Dänemark) ist ein ehemaliger dänischer Radsportler, der sowohl auf der Bahn als auch auf der Straße Erfolge erzielen konnte. Sein größter Erfolg war 1968 in Mexiko-Stadt der Stundenweltrekord mit 48,653 km, zudem konnte er beim Giro d’Italia drei Etappen gewinnen und sich zwei Mal unter den Top Zehn des Gesamtklassements platzieren. Ritter wurde 1992 in die Hall of Fame des dänischen Sports aufgenommen.

## Amateurzeit
Seine ersten Erfolge sammelte Ole Ritter als Amateur 1961, als er erstmals an einer Straßen-Weltmeisterschaft teilnahm. 1962 wurde er dänischer Straßenmeister und errang bei der Straßen-WM in Salo im Einzelstraßenfahren und im 100-km-Mannschaftszeitfahren jeweils eine Silbermedaille. 1964 wurde er erneut dänischer Amateurmeister und nahm am olympischen Straßenrennen (74.), sowie am Mannschaftszeitfahren (7.) der Olympischen Sommerspiele teil. Er gewann mit dem Grand Prix Kopenhagen das bedeutendste Einzelzeitfahren in Dänemark. In der Jugoslawien-Rundfahrt 1964 gewann er das Einzelzeitfahren. 1965 startete er beim Course de la Paix (Friedensfahrt), belegte den 8. Platz in der Gesamteinzelwertung. 
Am Ende desselben Jahres stellte er einen Weltrekord über 100 km auf der Bahn auf und fuhr auch noch Weltrekorde über 10 km und 20 km in Zürich. Ritter konnte in der Saison 1965 die schwedischen „6-Dagars“ (später Schweden-Rundfahrt) gewinnen, er siegte vor Gösta Pettersson und holte zwei Etappensiege. Die Internationale Meisterschaft der Tschechoslowakei gewann er ebenfalls 1965. Er gewann vor Jan Smolík. 1966 wurde er erneut dänischer Straßenmeister. Ritter startete als Amateur für den Verein ABC Kopenhagen.

## Profizeit
1967 wurde Ritter in Italien Profi im Radsportteam Germanvox-Wega, für die er vier Jahre fuhr. In seinem ersten Jahr gewann er das lange Zeitfahren des Giro d’Italia gegen die Weltspitze des Zeitfahrens, einschließlich Eddy Merckx, Jacques Anquetil, Felice Gimondi und Ferdi Bracke. Im Folgejahr siegte er beim Trofeo Matteotti und feierte große Erfolge auf der Bahn: Bei den Bahn-Weltmeisterschaften unterlag er in der Einerverfolgung nur dem Briten Hugh Porter und wurde Vizeweltmeister. Im Sommer desselben Jahres stellte er im Velodrom von Mexiko-Stadt nacheinander Weltrekorde über 10 km und 20 km auf, um am Vorabend der Eröffnungsfeier der Olympischen Spiele einen neuen Stundenweltrekord aufzustellen. 1969 konnte er erneut eine Etappe beim Giro gewinnen, bei dem er sich 1970 als Gesamtneunter platzieren konnte. Besondere Stärke bewies er im Einzelzeitfahren. So gewann er den Grand Prix Forlì und den Gran Premio di Lugano 1970. Im Gran Premio di Lugano war er 1974 erneut erfolgreich.
1971 wechselte Ritter zum italienischen Dreher-Rennstall, wo er Team-Kapitän war. Sein größter Erfolg in den beiden Jahren bei diesem Team war ein Etappensieg 1971 beim Giro. 1973 fuhr Ritter eine Saison für Bianchi-Campagnolo an der Seite von Felice Gimondi und errang die beste Platzierung im Gesamtklassement einer großen Rundfahrt: er wurde Siebenter des Giro. Dabei wurde er vom dänischen Dokumentarfilmer Jørgen Leth begleitet, der das Ergebnis als Stjernerne og vandbærerne veröffentlichte. Schon während seiner Zeit als Amateur-Rennfahrer, im Jahre 1966, hatte Ritter das Angebot erhalten, in einem Dokumentarfilm über Straßenradrennsport porträtiert zu werden. Die Mitwirkung war ihm jedoch damals vom dänischen Radsport-Verband mit Hinweis auf seinen Amateurstatus untersagt worden.
1974 versuchte er einen neuen Stundenweltrekord in Mexiko aufzustellen, obwohl er seine eigene Bestleistung zweimal unterbieten konnte, blieb er über der Zeit des neuen Weltrekordhalters Merckx. Dies wurde erneut von Leth in einem Dokumentarfilm verarbeitet: Den umulige time.
Als Berufsfahrer hatte er 21 Straßenrennen als Sieger beendet. In den letzten Jahren seiner Karriere konnte er sich dann auch bei Bahnwettkämpfen einen Namen machen, gewann 1974 und 1975 die Sechstagerennen im dänischen Herning (mit Leo Duyndam), 1976 die Derny-Europameisterschaften und 1977 das Sechstagerennen in Kopenhagen an der Seite von Patrick Sercu. 1978 verabschiedete er sich 36-jährig als Aktiver mit einem zweiten Platz beim Kopenhagener Sechstagerennen.

## Berufliches nach dem Radsport
Ursprünglich hatte Ritter eine Metzgerlehre absolviert. Noch während seiner Laufbahn betrieb er zeitweilig einen Autohandel.
1979 erkrankte Ole Ritter an Hodenkrebs. Während einer Behandlung setzte sein Herz aus, er konnte wiederbelebt werden und erholte sich vollständig von seiner Erkrankung. Nach seiner aktiven Zeit als Radsportler arbeitete Ole Ritter als Sportjournalist und Fernsehkommentator für das dänische Fernsehen.

## Trivia
Mitte der 1960er-jahre gab es in Dänemark keinen Verband für Berufsradfahrer, der entsprechende Lizenzen vergeben konnte. Ritter musste wie Palle Lykke seine Lizenz direkt bei der Union Cycliste International (UCI) als sogenannter Staatenloser, der er natürlich nicht war, beantragen.